# Большеякинское сельское поселение
Большеякинское се́льское поселе́ние — муниципальное образование в Зеленодольском районе Татарстана Российской Федерации.
Административный центр — село Большие Яки.

## История
Статус и границы сельского поселения установлены Законом Республики Татарстан от 31 января 2005 года № 24-ЗРТ «Об установлении границ территорий и статусе муниципального образования "Зеленодольский муниципальный район" и муниципальных образований в его составе».

## Население
| 2010  | 2011  | 2012  | 2013  | 2014  | 2015  | 2016  |
| ----- | ----- | ----- | ----- | ----- | ----- | ----- |
| 1040  | ↗1042 | ↘1041 | ↘1013 | ↗1021 | ↘1017 | ↗1024 |
| 2017  | 2018  |       |       |       |       |       |
| ↘1006 | ↘1003 |       |       |       |       |       |

## Состав сельского поселения
| № | Населённый пункт | Тип населённого пункта       | Население |
| - | ---------------- | ---------------------------- | --------- |
| 1 | Большие Яки      | село, административный центр |           |
| 2 | Каратмень        | деревня                      |           |
| 3 | Никольское       | деревня                      |           |
| 4 | Уразла           | село                         |           |
| 5 | Утянгуш          | деревня                      |           |